# 董力 (演员)
董力（英語：Tung Li，1941年10月15日—），本名康华，是一位台灣电影演員、导演。

## 生平
出生于1941年，哥哥康嘉也是一名演员，艺名“川原”，二人的母亲是荷兰人。
原本是拳击手，后来出演过一些电影，之后随着哥哥一起移居香港，并出演过很多的作品。
其出演过很多的作品，角色基本都为武打类型的角色，演过正派反派的角色。
之后在一些作品担任过导演等职务，后在1981年息影。

## 外部連結
- 董力在互联网电影资料库（IMDb）上的資料（英文）
- 董力在香港影庫上的簡介
- 董力在豆瓣上的资料（简体中文）